# Bergvikskullen
Bergvikskullen är ett naturreservat i Hällefors kommun i Örebro län.
Området är naturskyddat sedan 2018 och är 11 hektar stort. Reservatet ligger vid södra stranden av Norr-Älgen och består av ett berg och lövrik barrskog.